# Neile
Die Neile ist ein 17 km langer linker Zufluss der Innerste in Niedersachsen. Sie entwässert insbesondere das Lutterer Becken.

## Name
Der Fluss wurde im 14. Jahrhundert als Neyle erstmals schriftlich erwähnt. Der Name könnte die Grundform *Nagila gehabt haben und sich von der indogermanischen Wortwurzel *nh2gʰ-ló- mit der Bedeutung „schwimmen“ ableiten.

## Verlauf
Sie entspringt im Harz am Fuße des Hohestein etwa 2 km westlich der Innerstetalsperre. Bei Hahausen verlässt sie das Waldgebiet und erreicht das Harzvorland. Die Neile passiert in Neuwallmoden das engere Neiletal und ihr Wasser wird kurz darauf vom Kirschensoog, einer periodischen Karstquelle verstärkt. Dieser befindet sich in direkter Nähe des Neilebettes und kann bei Starkregen-Ereignissen bis zu 950 Liter pro Sekunde ausschütten. Auf der Grenze des Landkreises Goslar, der Exklave des Landkreises Wolfenbüttel und Salzgitter mündet die Neile in die Innerste.

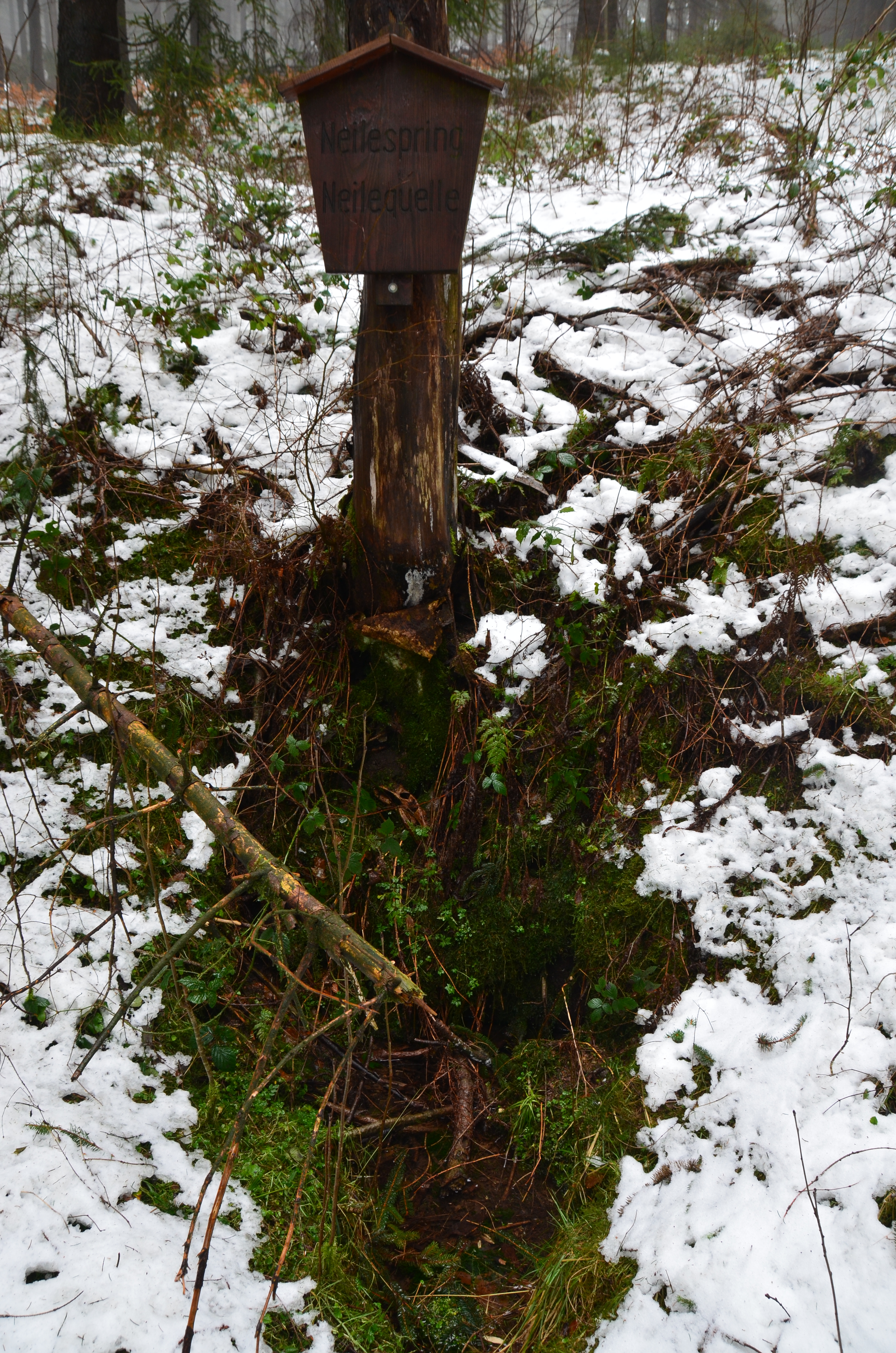
Neilespring
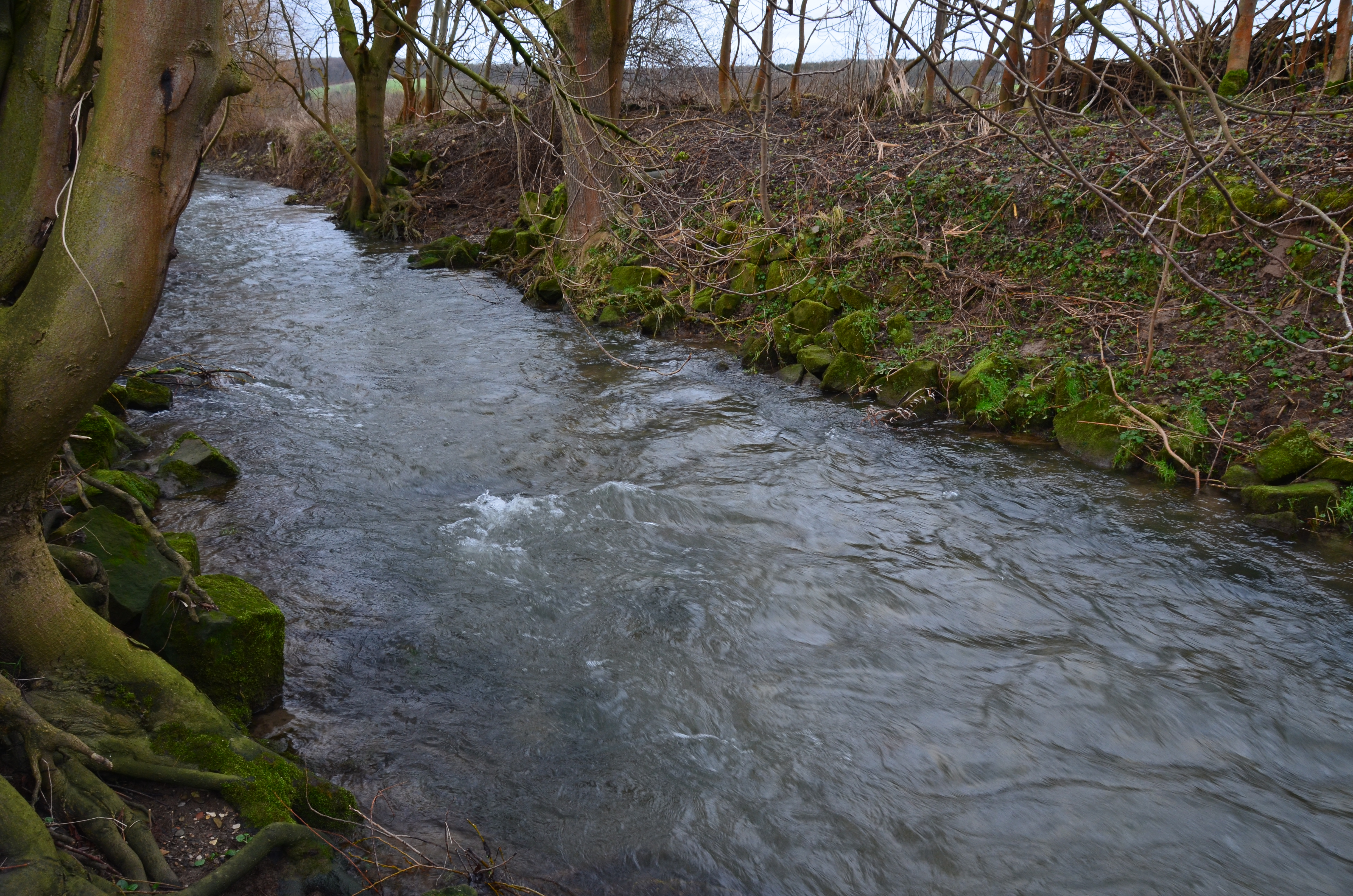
Neile in Wallmoden
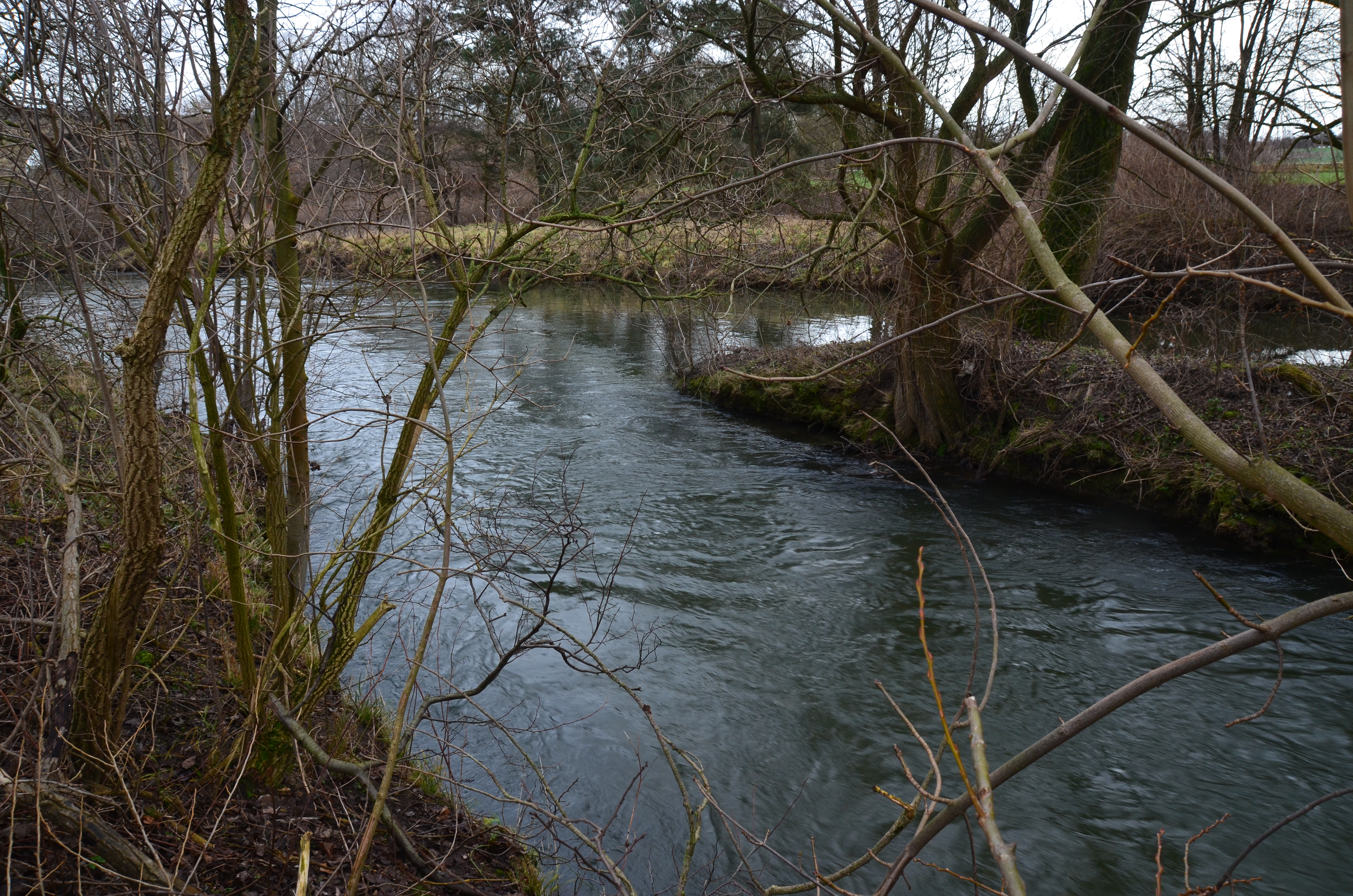
Mündung in die Innerste

## Zuflüsse
- Mittelbach (links)
- Hummecke (rechts)
- Steimker Bach (rechts)
- Pagenbergsbach (rechts)
- Bach aus dem Kirschensoog (rechts, zeitweilig trocken)